# Acción comunicativa
El concepto de acción comunicativa es una de las bases que estableció el sociólogo alemán Jürgen Habermas para estructurar su Teoría crítica de la modernidad.
Habermas observa cómo la interacción social del ser humano pasa de estar basada en ritos y en lo sagrado a la potencia del signo lingüístico, con la fuerza racional de las verdades sometidas a crítica. Las estructuras de acción comunicativa orientadas a un acuerdo se vuelven cada vez más efectivas tanto en la reproducción cultural como en la interacción social o en la formación de la personalidad.

## Concepto
Siguiendo a Humboldt, que establecía al lenguaje como configurador del pensamiento, Habermas opina que no hay mente, ni actividad intelectual sin un lenguaje previo. Si todo ser humano nació en una comunidad lingüística, el lenguaje es, paradójicamente, anterior a este, todo el que quiso decir algo ya tuvo que suponerlo. Habermas admite esta independencia del lenguaje y elabora su teoría filosófica a partir de lo que él llama los supuestos universales del habla: aquellos supuestos que debe considerar cualquier hablante antes de emitir palabra, porque son “mandatos” del lenguaje. Estos supuestos son ciertos en cualquier lengua, por tanto universales. Un hablante no puede dejar de pretender, si es que quiere alcanzar un consenso comunicativamente:
1. Inteligibilidad para lo que se dice. La comunicación resulta imposible si lo que se dice es incomprensible para los demás.
2. Verdad para aquello que se dice. Para el contenido de lo que se dice en relación con lo objetivo (si digo “esta mesa es verde” debe ser verde) o para las condiciones de existencia de lo que se dice (si digo: “cierra la puerta” se presupone que la puerta estaba abierta).
3. Rectitud para su acto de habla en relación con un contexto normativo. Esto significaría lo siguiente: todo hablante se atiene a un conjunto de normas aceptadas por todos. Si dice “usted se calla” es porque debe estar autorizado a decirlo.
4. Veracidad para su formulación como expresión de su pensamiento. Lo que dice debe ser lo que cree o piensa; si miente, la comunicación se rompe.

Estos cuatro supuestos: inteligibilidad, verdad, rectitud y veracidad, son los que forman la base de validez del habla. Para Habermas, el uso primario del lenguaje sería el orientar su empleo al entendimiento. El lenguaje busca ayudarnos a comunicarnos, y para poder comunicarnos son precisos esos cuatro supuestos, y el lenguaje nos “obliga” a cumplirlos. Los otros usos del lenguaje son parasitarios de este uso ideal. Podemos usar el lenguaje para engañar, estafar, manipular, etc., pero el que miente debe hacer creer a los demás que opera bajo el supuesto de veracidad si quiere conseguir su objetivo, el que dice cosas incongruentes debe convencernos de que no está loco, y que lo que dice responde a la realidad, el que violenta y problematiza las normas pone en cuestión el presupuesto de rectitud, etc.
La comunicación real está llena de problemas que impiden estas condiciones ideales del habla. Existen todo tipo de patologías en la comunicación humana, pero esto no excluye la necesidad de un modelo de comunicación ideal como referencia, el modelo que el uso correcto del lenguaje exigiría. Cuando existen perturbaciones en la comunicación todos tenemos conciencia de que el proceso comunicador está pisando sobre supuestos no admitidos, de que existe una anomalía. Las expectativas de normalidad quedan desmentidas si lo que dices es falso, o no eres quién para decírmelo, o mientes, o no te entiendo, y se produce violencia cuando no se consigue restablecer la comunicación. 
En este punto, cuando no funcionan las bases de validez del habla y se interrumpe el proceso comunicativo, es cuando para Habermas se hace necesario lo que él llama el discurso: una forma reflexiva de interacción que se esfuerza en recomponer la comunicación. Si los supuestos admitidos no son sólidos, hay que buscar un consenso en una discusión, que sea tal, que garantice la simetría y la igualdad de oportunidades para los hablantes y donde se puedan aducir los mejores argumentos.
Con esto quiere decir lo siguiente: cuando se produce una situación de incomunicación y, por tanto, de violencia más o menos encubierta, los hablantes deben crear una situación ideal de habla en la que cada hablante se olvida de las diferencias de poder, sexo, edad... y de las normas compartidas, ya que la violencia reinante las ha puesto en duda, y deben tener así igualdad de oportunidades para expresar los mejores argumentos que posean para defender su postura. El consenso se produce sobre la base de la coacción del mejor argumento: si me dejo convencer es porque pretendo que las razones en las que se asienta mi convicción son igualmente convincentes para cualquier hablante. El ideal de la razón está inscrito en la interacción lingüística, la alternativa al diálogo no es otra que la sinrazón y la violencia.
Para Habermas, la comunicación lleva inscrita en su piel la promesa de resolver con razones las perturbaciones. Quien habla pisa una dimensión en la que aparecen claros los conceptos verdad/mentira, justicia e injusticia. El lenguaje nos da la posibilidad de consensuar normas de comportamiento y de propiciar, por tanto, el progreso histórico. Habermas da un nuevo sentido a la frase de Aristóteles: “el hombre, porque habla, sabe de lo justo y de lo injusto”. Sobre el lenguaje, Habermas establece la posibilidad de crear una ética, una política y una teoría consensual de la verdad.
Por todo ello, Habermas establece diferentes tipos de acción en los que interviene la comunicación. De un lado, distingue entre las acciones que se llevan a cabo en un contexto social y las que lo hacen en uno no social. Por otro lado, en función del objetivo que tiene la acción, Habermas establece otro criterio de clasificación. Así establece tres tipos de acción:
1.En aquellos casos en que la acción está orientada al éxito en un contexto no social, habla de acción instrumental.
2.Cuando la acción se realiza orientada al éxito pero en un contexto social, lo denomina acción estratégica. 
3.Finalmente, en aquellos contextos sociales en que el objetivo es la comprensión mutua es cuando, según Habermas, aparece la acción comunicativa.